# گیاه‌پارچ پاپوانا
گیاه‌پارچ پاپوانا (نام علمی: Nepenthes papuana)، یک گونه از سرده گیاه‌پارچ‌ها می‌باشد.